# Campanula jacquinii
Campanula jacquinii är en klockväxtart som först beskrevs av Franz e Wilhelm Sieber, och fick sitt nu gällande namn av A.Dc. Campanula jacquinii ingår i släktet blåklockor, och familjen klockväxter.
Artens utbredningsområde är Kriti. Inga underarter finns listade i Catalogue of Life.

## Bildgalleri

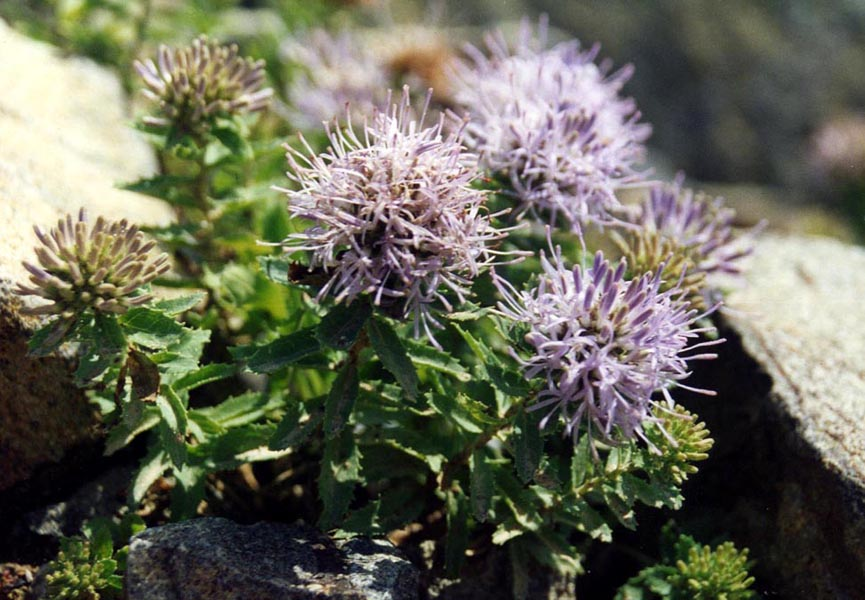